# ピンクリボン
ピンクリボン（Pink ribbon）とは、乳がんの正しい知識を広め、乳がん検診の早期受診を推進すること、などを目的として行われる世界規模の啓発キャンペーン、もしくはそのシンボル。日本人女性のうち、乳がんを発症する割合は約12人に1人と言われており、また、乳がんで死亡する女性の数は年間約1万人弱とされ、そのキャンペーンは年を増すごとに拡大している。

## 発祥と歴史
シンボルであるピンクリボンの由来については、さまざまな説がある。
「まだ乳がんについての研究が浅かった1980年代のアメリカ合衆国の小さな町で、乳がんで死亡した女性の母親が、この女性の娘である実孫に、同じ悲しみを繰り返さないよう、願いを込めて手渡したものがピンク色のリボンであったことに端を発するとされる。この行為が乳がんの恐ろしさと、乳がんについて知り、考えるきっかけをこの町の住人に広め、その後、草の根的な活動により、アメリカ全土はもとより、ヨーロッパ、アジアなど全世界的に広まった」など。
しかし実際は以下のような経緯で使われはじめた模様。en:Pink ribbon
- リボンに何か意味をこめて使い出した最初の事例は「黄色いリボン」で、最初軍隊でうたわれていた曲が、1917年に「ラウンド・ハー・ネック・シー・ウェアズ・ア・イエローリボン」となり、1940年代にさまざまにアレンジされた（1949年のジョン・ウェイン主演映画『黄色いリボン』にも出てきた歌）。
- 1970年代にリリースされた「タイ・ア・イエローリボン・ラウンド・ジ・オール・オーク・ツリー」という曲にちなみ、兵士である夫をイラクで人質にとられた女性が、夫の無事の帰還を祈ってリボンを木に結んだ。そして友人や家族たちが彼女にならってリボンを結んだ事で、リボンが「メッセージを伝えるための道具」として全国民に認知された。
- 1990年代に入って、「黄色いリボン」にヒントを得たエイズの活動家たちが「レッドリボン」を活動のシンボルとして使いはじめ、さらにそれを見た各種慈善事業団体がリボン採用にうごきだした。
- ニューヨーク・タイムズ紙が1992年を「リボンの年」と宣言した。
- 1991年の秋、「スーザン・G・コーメン乳がん基金」がイベントの参加者にピンク色のリボンをくばった。この基金は乳がんでなくなったスーザン・コーメンの妹ナンシー・ブリンカーが1982年に設立したもので、現在は「スーザン・G・コーメン・フォー・ザ・キュア（Susan G. Komen for the Cure）」と名称を変えている。
- 1992年の初め、女性向け健康雑誌『SELF』の編集長アレクサンドラ・ペニー（en:Alexandra Penney）が、「乳がん意識向上月間（en:Breast Cancer Awareness Month）」の特集企画を検討するなか、化粧品会社エスティ ローダー社の副社長エヴリン ローダー（Evelyn Lauder）に協力をもとめ、2人はリボンを作ってニューヨークの店舗で配布することを思いついた。だが色はまだ決まっていなかった。
- シャーロット・ヘイリーという女性（en:Charlotte Haley）が、「ピーチ色」のリボンをつくり、それに「国立癌研究所の年間予算は18億ドルで、癌の予防研究に使われるのはたった5％です。このリボンを身に付けて議員たちとアメリカの目を覚ましてやってください」と書かれたカードを添えて売った。『SELF』のペニーとローダーはヘイリーに一緒に組んでやろうともちかけたが、ヘイリーは2人の姿勢があまりに営利重視だとして、申し出を断った。
- 弁護士に相談したペニーとローダーは、別の色をえらぶように助言をうけた。そして「ピンク色」のリボンが、乳がんの意識向上の国際的シンボルとしてえらばれた。
- その後エヴリン ローダーは、1992年に「米国乳がん研究基金」（en:Breast Cancer Research Foundation）を設立し、ピンクリボン運動を展開していく。
- やはり化粧品会社であるエイボンも、同じく1993年に「乳がんにさよなら」活動として、寄付金付きの製品を販売し始める。

## 日本におけるピンクリボン

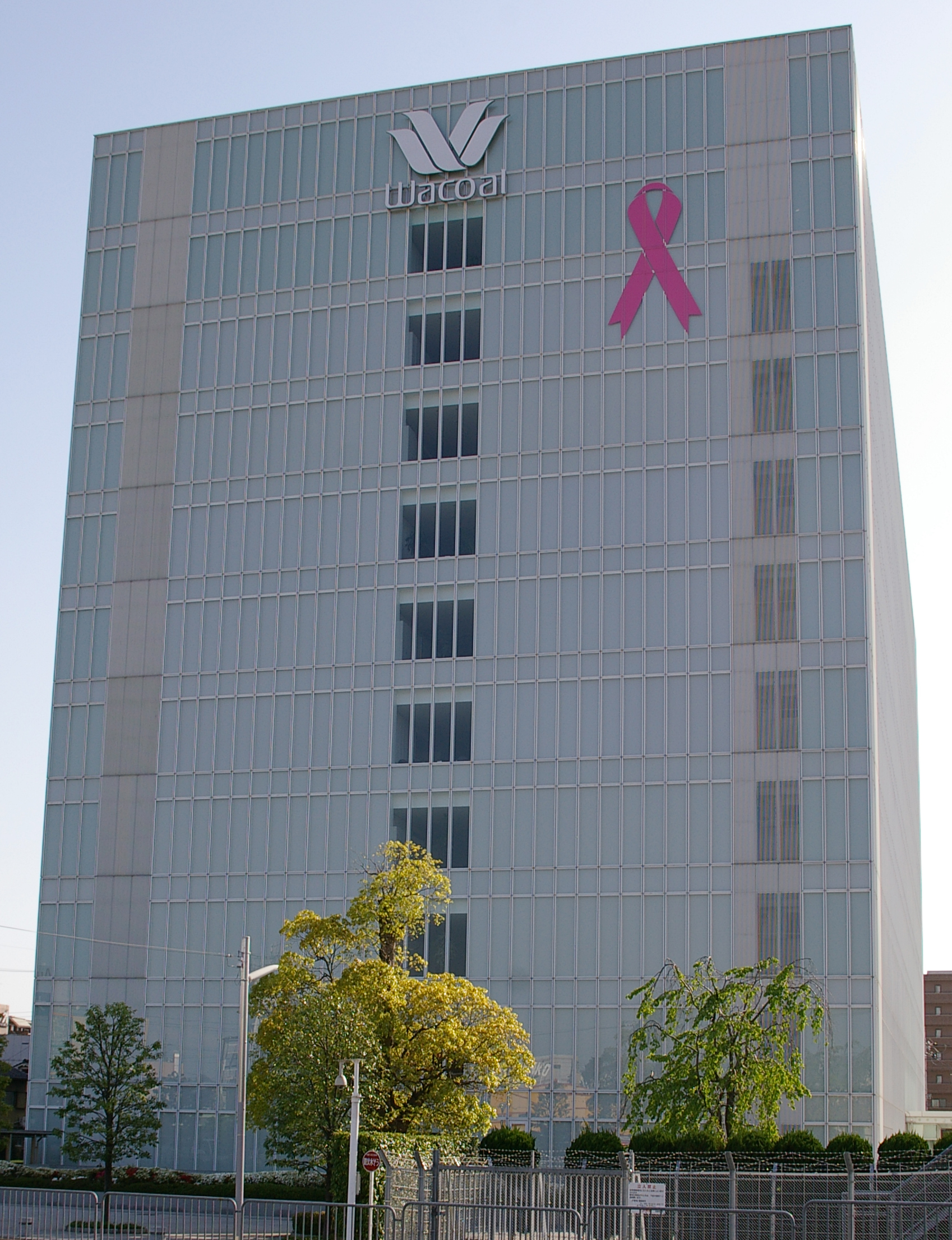
ピンクリボンを掲げるワコール本社ビル（京都市）

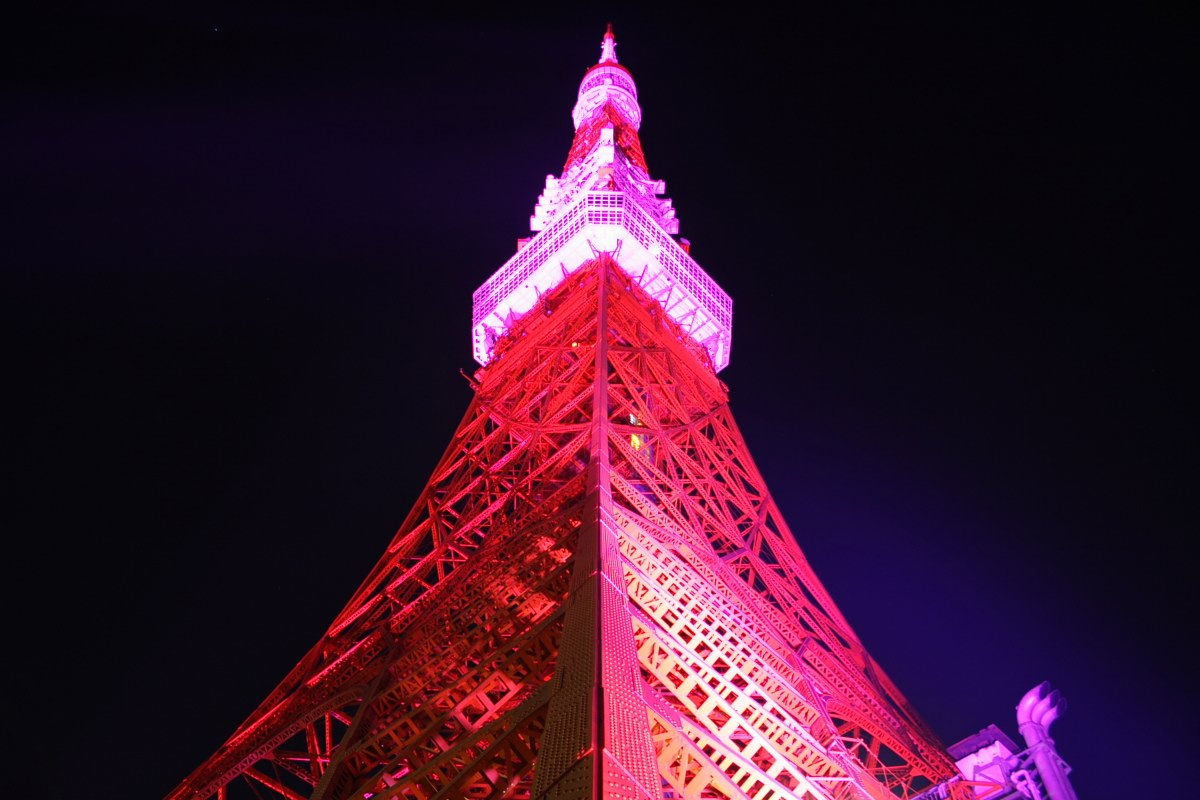
ピンクリボンデーの東京タワー

日本でのピンクリボン運動の主たる活動組織は多数ある。その中のひとつがNPO法人「J.POSH」（Japan Pink-ribbon of Smile and Happiness、日本笑顔と幸せのピンクリボン）である。
J.POSHは田中完児関西医科大学乳腺専門医をはじめとする発起人により活動が開始された。J.POSHでは、1年に1度、マンモグラフィー検診（乳腺・乳房専用のレントゲン検診）を受けることを奨励している。
ピンクリボン運動が一般的に認知されるようになったのは、2000年代に入ってからのことである。2000年（平成12年）10月にグローバルランドマークイルミネーションの一環として、エスティ ローダー グループ オブ カンパニーズ株式会社（現：ELGC株式会社）が、当時日本で最大の乳がん患者支援団体「あけぼの会」をサポートし、東京タワーをピンク色にライトアップしたことがきっかけ。以後2000年から2016年まで毎年、同社がピンク色に東京タワーをライトアップしている。
その運動の規模は年を追うごとに急拡大しており、りそな銀行、アストラゼネカ、アテニア化粧品、エイボン・プロダクツ、東京海上日動あんしん生命、ワコール、埼玉りそな銀行、オーティコンなど、協賛する企業、市民団体は多数存在する。また、Yahoo! JAPAN、asahi.comといった日本を代表するポータルサイト、ニュースサイトで広くピンクリボン運動が紹介されている。

### ピンクリボンデー
10月1日には、「ピンクリボンデー」として、清水寺、東京都庁舎、レインボーブリッジ、東京タワー、表参道ヒルズ、名古屋城、姫路城、神戸ポートタワー、明石海峡大橋、紀三井寺などをピンク色にライトアップ（またはピンク色の電球に交換）し、いずれも大勢の人へ視覚という形で、ピンクリボン運動の認知度向上へ貢献している。
なお、アメリカでは10月第3週の金曜日が、「ナショナル・マンモグラフィーデー（National Mammography Day）」として1993年に制定されたという。